# Coleophora serinipennella
Coleophora serinipennella é uma espécie de mariposa do gênero Coleophora pertencente à família Coleophoridae.